# Cytheropteron humile
Cytheropteron humile är en kräftdjursart som beskrevs av Brady och Norman 1889. Cytheropteron humile ingår i släktet Cytheropteron och familjen Cytheruridae. Inga underarter finns listade i Catalogue of Life.